# Puits-et-Nuisement
Puits-et-Nuisement è un comune francese di 206 abitanti situato nel dipartimento dell'Aube nella regione del Grand Est.

## Società

### Evoluzione demografica
Abitanti censiti